# Музей Первой мировой войны
Музе́й «Росси́я в Вели́кой войне́» — военно-исторический музей в Пушкине под Петербургом, посвящённый участию Российской империи в Первой мировой войне. Входит в состав Государственного музея-заповедника «Царское село». Музейная экспозиция, подготовленная в 1917 году, не сохранилась. Музей «Россия в Великой войне» открыт в 2014 году, к 100-летию Первой мировой войны.
Расположен напротив Александровского парка, в здании Ратной палаты, возведённом для создания музея о военной истории и героях ещё при Николае II под руководством архитектора С.Ю. Сидорчука. На сегодняшний день экспозиционная площадь составляет около 900 м².

## Экспозиция
Экспозицию «Россия в Великой войне» сотрудники музея собирали не только из собственных запасников, в пополнении музейных коллекций участвовали и простые петербуржцы.

### Разделы музея
На данный момент в музее представлено 13 разделов, каждый из которых снабжён информационным киоском с электронными экранами и планшетами, где можно получить информацию о главных эпизодах войны, её участниках, обмундировании и вооружении тех лет:
- «Начало войны»,
- «Военные операции»,
- «Воздухоплаватели и авиаторы»,
- «Флот»,
- «Позиционная война»,
- «Георгиевские кавалеры»,
- «Императорская семья в годы войны»,
- «Красный Крест и пленные»,
- «Духовенство»,
- и другие.

### Экспонаты музея
В музее находится более тысячи уникальных экспонатов:
- подлинное полковое знамя 112-го пехотного уральского полка,
- боевое оружие,
- воссозданный кабинет Николая II в Ставке Верховного Главнокомандующего в Могилёве,
- точная копия французского истребителя «Ньюпор-17»,
- подлинный штабной автомобиль «Форд»,
- мундиры царской семьи и униформа солдат и офицеров разных стран,
- награды, фотографии, документы и личные вещи воинов.

## Планы развития музея
На втором этаже открыты новые разделы — «Национальные формирования», «Кавказский театр военных действий», «1917 год», «Искусство и культура в годы войны».
Помимо пополнения коллекции экспонатов музея, планируется создать интерактивные кабины самолёта и броневика, а также проводить лекции о Первой мировой войне.

## График работы
Понедельник — воскресенье. С 10:00 до 18:00 (касса до 17:00).
Выходные: среда и последний четверг каждого месяца.